# Carina Perelli
Carina Perelli   (Montevideo, 29 de març de 1957) és una uruguaiana que és experta internacional en temes relacionats amb eleccions, constitucions, governança, seguretat i defensa. Va ser vicepresidenta executiva de l'IFES i també exdirectora de la divisió d'Assistència Electoral de l'ONU entre 1998 i 2005.

## Joventut i educació
Perelli va néixer i va créixer a Montevideo (Uruguai). La seva formació secundària va ser al Lycée Français de Montevideo, on va obtenir el títol de llicenciada en Literatura. Va obtenir el títol de llicenciada en Treball Social en la Universitat de la República de l'Uruguai (UdelaR).
Durant la dictadura cívic-militar de l'Uruguai (de 1973 a 1984), Perelli es va llicenciar en Sociologia a partir d'un curs ofert pel CLAEH (Centro Latino Americano de Economía Humana) i va obtenir un postgrau en sociologia a la Facultat Latinoamericana de Ciències Socials-Centre d'Informacions i Estudis sobre l'Uruguai (un programa conjunt amb FLACSO).
El 1986, Perelli va obtenir el seu ABD (All But Dissertation) i un màster al Departament de Govern i Relacions Internacionals de la Universitat de Notre Dame, Indiana.

## Carrera
Va treballar com a professora de francès al Lycée Français de Montevideo i com a professora de ciències polítiques a la Universitat de la República (UdelaR) i a la Universitat Catòlica Dámaso Antonio Larrañaga (UCDAL) de Montevideo. Va ser investigadora en dos centres d'investigació de ciències socials (CIESU i PEITHO Sociedad d'Análisis Político).
El 1989 i el 1990 va estar a París com a investigadora fellow en la Fondation Nationale de Sciences Politiques, Centre D'Études et de Recherches Internationales (CERI). El 1991, va ser visitant fellow al Fòrum del Wilson Center for Scholars (Washington DC) i més endavant va ser Fulbright Fellow a la Universitat de Georgetown, (Washington DC) .

### Timor Oriental
Perelli va ser la cap de l'equip del Comitè Electoral de les Nacions Unides en el referèndum a Timor Oriental que va provocar la independència del país.
Després que els pro-indonesis perdessin el referèndum, la població local i els observadors internacionals (entre ells Perelli) van quedar envoltats pels pro-indonesis al recinte de l'ONU. Després de rebre una ordre d'evacuació, Perelli va decidir quedar-se al recinte per protegir els refugiats de Timor Oriental.
Després de treballar molt estretament amb Sergio Vieira de Mello, va ser la líder del nou procés electoral que va establir el primer govern a Timor Oriental.

### Iraq
A Iraq, va ser comissionària internacional interina a l'Iraq pel referèndum constitucional d'octubre de 2005, i va romandre fins a la seva conclusió.
Com a comissionària internacional, amb facultats delegades com a membre internacional sense vot del Consell iraquí de comissionaris, va negociar la votació dels detinguts amb la Força Multinacional, així com amb els ministres iraquians de Defensa, Interior i Justícia. Va inspeccionar físicament les condicions de la presó d'Abu Ghraib per assegurar-se que es complissin els songeigs estàndards (va ser la primera funcionària de l'ONU que va rebre el permís per entrar a la presó d'Abu Ghraib) i va fer recomanacions a la Junta sobre els procediments especials de votació adequats per als detinguts i per als pacients en hospitals.
Amb aquesta delegació d'autoritat, també va establir el sistema d'auditoria de resultats que s'utilitzava quan els patrons de votació tenien el risc de ser impugnats, i va supervisar la seva implementació. Com a comissionària internacional, va participar en la seva discussió i adopció de reglaments amb el Consell, supervisar l'organització, dur a terme el referèndum i resoldre disputes i reptes. També va negociar amb l'Assemblea Nacional de Transició els termes del sistema electoral que calia utilitzar a les eleccions parlamentàries de desembre de 2005, i va ajudar el Consell de comissionaris a decidir el marc regulatori adequat per a la seva aplicació.
Mentrestant a l'Iraq, com a comissionària internacional, va continuar supervisant els treballs de la Divisió d'Assistència Electoral (Electoral Assistance Division, EAD) i va dirigir una negociació política sensible per reformar el sistema electoral al Líban, establint un equip per assessorar la Comissió d'Alt Nivell establerta pel primer ministre Fouad Siniora per a aquest efecte.

### Cessament de les Nacions Unides i les seves reclamacions
El desembre de 2005 va ser acomiadada de manera sumària. Va ser acusada de mala conducta per denúncies d'assetjament, inclosos assetjament sexual i abús d'autoritat.
Una investigació duta a terme per un Grup de Disciplina de les Nacions Unides durant el 2006 va arribar a la conclusió que la demissió es va aconseguir sense el procés degut, i les denúncies no van ser provades i no tenien fonament.
Una revisió del cas pel sistema de justícia administrativa de les Nacions Unides, després de més de set anys (el 28 de març de 2013), va concloure que el seu acomiadament sumari era «legal i insostenible de facto».

### Vicepresidenta executiva de l'IFES
Va iniciar una relació professional amb la Fundació Internacional per a Sistemes Electorals (International Foundation for Electoral Systems, IFES) el 1993. Va fer treballs de camp per l'IFES a la República Dominicana, Cisjordània / Gaza i Paraguai.
El 2008, va tornar a treballar per l'IFES, primer com a consultora, i el 2009 es va convertir en el vicepresidenta executiva de l'IFES.

### Afganistan
El 2002, va treballar a l'Afganistan amb les Nacions Unides. Va tornar a l'Afganistan el 2009 amb l'objectiu de liderar els Projectes d'assistència electoral de l'IFES. Part de la seva tasca consistia en negociar una segona volta de les eleccions presidencials afganeses del 2009. Treballant conjuntament amb la Missió d'Assistència de les Nacions Unides a l'Afganistan (United Nations Assistance Mission in Afghanistan, UNAMA), va continuar assessorant diversos actors polítics, locals i internacionals, sobre el procés polític.
Va estar a Kabul des del 2010 fins al febrer del 2012 com a Directora del país, cap del partit, del projecte STEP de l'IFES, donant orientació al procés electoral, gestionant un pressupost de 70 milions de dólars.
El març de 2012, va acabar la seva participació com a vicepresidenta executiva de l'IFES.

## Consultoria
El 2012, Perelli torna a la seva feina com a consultora.

## Selecció de publicacions

### Llibres
- Someter o convencer. El discurso militar en el Uruguay (1987). Montevideo: EBO-CLADE.[12]
- Los militares y la gestión pública (1990). Montevideo: Peitho. Serie Mayéutica.[13]
- Gobierno y política en Montevideo (1991). Coautora amb Fernando Filgueira i Silvana Rubino. Montevideo: Peitho.[14]
- Partidos y clase política en América Latina en los noventa (1995). Coeditora amb Sonia Picado i Daniel Zovatto. San José: IIDH/CAPEL[15]

### Articles
- Putting conservatism to good use. Women and Unorthodox Politics in Uruguay, from Breakdown to Transition (1989). En Jane Jaquette (ed.): The Women's Movements in Latin America. Feminism and the Transitions to Democracy. Boston. Unwin Hyman. pp. 95–123.[16]
- The legacies of the processes of transition to democracy in Argentina and Uruguay (1990). En Louis Goodman, Johanna S.R.Mendelson & Juan Rial (eds.): The Military and Democracy. The future of Civil-Military Relations in Latin America. Lexington Mass/ Toronto D.C. Heath. Lexington Books. pp. 39–54. American University /PEITHO.[17]
- The perception of threat and the political thinking of the military in South America (1990). En Louis Goodman et al.: The Military and Democracy, pp. 93–106.
- From Counterrevolutionary Warfare to Political Awakening. The Uruguayan and Argentine Armed Forces in the seventies (1991)[18]
  - a) PEITHO Working Papers # 79.
  - b) en Armed Forces & Society Vol 20, Nº1. Fall 1993. pp. 25–49.
- Settling accounts with blood memory: The case of Argentina (1991).[19]
  - a) PEITHO Working Papers # 77. Presentat al seminari "The Politics of Memory" (Portsmouth, New Hampshire.)
  - b) Published in Social Research Vol 59, No 2 (estiu 1992) pp. 415–451.
- The new military ethos in Latin America (1991). En Peitho. Documento de Trabajo # 80 en castellà.[20]
- Backwards into the future. The new caudillos in the framework of the retreat of the State in South America (1993). Peitho. Working Papers # 84.[21]
- Memoria de Sangre: Fear, Hope and Disenchantment in Argentina (1994). En Boyarin, Jonathan (ed.) Remapping Memory: The Politics of TimeSpace (Minneapolis / London: University of Minnesota Press, pp. 39 –66).[22]
- Changing Military World Views: Old Menaces, New Linkanges (1995). Coautora amb Juan Rial, en Richard L. Millet i Michael Gold-Biss (eds.): Beyond Praetorianism: The Latin American Military in Transition. Miami: North-South Center Press, University of Miami).[23]
- Paraguay. Pre-Election Technical Assessment (1995). Amb MM. Villaveces i D. M. Cepeda. Washington DC. IFES.[24]
- Elecciones. Algunas reflexiones desde la práctica (2006). RCCP. Santiago.
- The paradoxes of elections and transitions: when is a Nation ready for elections? (2007). En Richard W. Soudriette i Juliana Geran Pilon: Every vote counts. The role of elections in building democracy. Lanham, MD. University Press of America.
- Strategic Concept Challenges and Opportunities in Providing Assistance to Parliaments (2008). IFES.
- Political Dialogue (2008). Sumari breu presentat al Consell Democràtic. Canadà.
- Report on Afghanistan IFES STEP Program (febrer de 2010).[25]
- A modest proposal for a new approach to the analysis of the Mali and Sahel Crisis (2013). Buenos Aires, RESDAL.[26]
- What to Expect When You Are Expecting Fraud in the Afghan Elections of 2014 and What to Do about It. Some Recommendations for the International Community (2013). Washington, USIP. Coautora amb Scott Smith.
- Lebanon: A remnant of the Ottoman Empire trying to survive in a region in turmoil (2014). Buenos Aires, Resdal.[27]
- Líbano: ¿Próxima Víctima o Sobreviviente? Un vestigio del Imperio Otomano navegando aguas turbulentas (2014). Buenos Aires, Resdal.[28]
- No Exit: The Past and Future of Afghanistan's National Unity Government (2016).Washington USIP. Coautora amb Scott Smith.